# Куйбышевский ремонтный трамвайно-троллейбусный завод
Куйбышевский ремонтный трамвайно-троллейбусный завод (КРТТЗ), с 1997 года — Самарский завод транспортного машиностроения (СЗТМ) — предприятие, располагавшееся в Самаре по адресу: улица Береговая, 10 и изначально основанное для капитального ремонта трамвайных вагонов и троллейбусов городов Поволжья.

## История
Строительство завода в Промышленном районе города Куйбышева началось в 1966 году. Полностью строительство завершено и завод введён в эксплуатацию в 1970 году. Завод производил капитальные ремонты трамвайных вагонов и троллейбусов не только для Куйбышева и Поволжья, как предполагалось изначально, но и для городов Центральной России, Зауралья и Дальнего Востока. География территории, охваченной заводом, крайне обширна: Калуга, Тверь, Тула, Владимир, Воронеж, Рязань, Краснодар, Ростов-на-Дону, Оренбург, Уфа, Челябинск, Рубцовск, Владивосток. Трамваи и троллейбусы местного трамвайно-троллейбусное управления (КТТУ) прибывали на капитальный ремонт и направлялись после окончания ремонта обратно в депо своим ходом по однопутной трамвайной ветке и имеющейся в обоих направлениях троллейбусной линии, выходившим по улице Береговой на проспект Кирова. Иногородние трамваи и троллейбусы на капитальный ремонт прибывали по железной дороге. От железнодорожной станции Безымянка отходила железнодорожная ветка, заходившая не территорию КРТТЗ, где была оборудована погрузочно-разгрузочная площадка.
Помимо полнокомплектных капитальных ремонтов завод производил запчасти к узлам и агрегатам трамваев и троллейбусов. В 1975 году завод начал производство трамвайных вагонов-снегоочистителей ГС-4, а в 1981 году было освоено производство трамвайных вагонов-снегоочистителей ВТК-01. В 1980 году куйбышевский завод вошёл в состав производственного объединения «Росремэлектротранс», входившего в структуру Министерства жилищно-коммунального хозяйства (МЖКХ РСФСР). Находясь в структуре ПО «Росремэлектротранс», КРТТЗ по каналу МЖКХ РСФСР регулярно получал заказы на проведение полнокомплектных капитальных ремонтов трамвайных вагонов и троллейбусов и производство запчастей. Эти заказы формировались на основе плана работ, утверждавшегося в МЖКХ РСФСР в ходе совместной работы с другим подразделением МЖКХ РСФСР, связанным с ГЭТ[уточнить] — главным управлением ГЭТ. После распада СССР и ликвидации МЖКХ РСФСР было ликвидировано и ГУ ГЭТ, а все предприятия ГЭТ были включены в структуры местных органов самоуправления (мэрий). С этого момента предприятия ГЭТ сами решали вопрос проведения капитальных ремонтов своему подвижному составу. Одновременно после распада СССР и ликвидации МЖКХ РСФСР завод был выведен из структуры ПО «Росремэлектротранса», но в состав Самарского ТТУ не вошёл, что негативно отразилось на его будущем. Количество заказов на производство полнокомплектных капитальных ремонтов трамвайных вагонов и троллейбусов неуклонно снижалось и к середине 1990-х годов сократилось практически до нуля.
В 1997 году КРТТЗ изменил название и стал именоваться «Самарский завод транспортного машиностроения» (СЗТМ), попутно освоив самостоятельное производство новых троллейбусов-клонов серийной модели ЗиУ-682. Потребителями продукции СЗТМ стали, помимо собственно Самары, Тольятти, Новочебоксарск, Киров. Однако, качество производимой продукции было крайне низким, что привело к падению спроса на неё со стороны потребителей в лице предприятий ГЭТ. Троллейбусов было произведено чуть более 100 единиц, после чего поступление заказов полностью прекратилось. Самарское трамвайно-троллейбусное управление на базе троллейбусных депо № 1 и № 3 проводило капитальный ремонт троллейбусов собственными силами, оставив окончательно СЗТМ без работы.
В 2001 году завод был признан банкротом и ликвидирован. После закрытия СЗТМ трамвайная линия и троллейбусная контактная сеть по Береговой улице были демонтированы. Позднее производственные корпуса завода были заняты парфюмерной фирмой «Весна».